# Porcellana di Chelsea
La fabbrica di Porcellana di Chelsea, istituita intorno 1743-1745, è la prima importante fabbrica di porcellana in Inghilterra; alla porcellana di Bow fu concesso un brevetto nel 1744, ma non sono noti esempi della sua merce antecedenti quelli di Chelsea. La sua prima  porcellana a pasta tenera, indirizzata a compratori aristocratici -un bricco per la crema a forma di due capre seduta- è datata 1745.
Il direttore ed imprenditore era Nicholas Sprimont, orafo di professione, ma pochi documenti sopravvivono oggi per dare un quadro chiaro della storia della manifattura. I primi servizi da tavola, prodotti in abbondanza entro il 1750, dipendono da modelli di porcellana di Meissen e si basano su prototipi in argento, come saliere a forma di realistiche conchiglie .
Chelsea era noto per le sue figurine di porcellana. Dalle circa sue 1760 l'ispirazione è stata presa più dalle porcellana di Sèvres che da quelle di Meissen.
Nel 1769 la fabbrica venne acquistata da William Duesbury, proprietario della fabbrica di porcellana Derby, ed i prodotti diventarono indistinguibili durante il "periodo di Chelsea-Derby" che durò fino al 1784, quando la fabbrica di Chelsea venne demolita e le sue forme, modelli e molti dei suoi operai e gli artisti trasferiti a Derby. Nel 2010 il Derby Museum and Art Gallery ha ricevuto oltre settemila figurine e stampi di queste porcellane dal Spode Museum Trust. 
La produzione può essere divisa in quattro periodi principali, che traggono il nome dal marchio identificativo sotto le porcellane:

## Periodo del triangolo (circa 1743-1749)

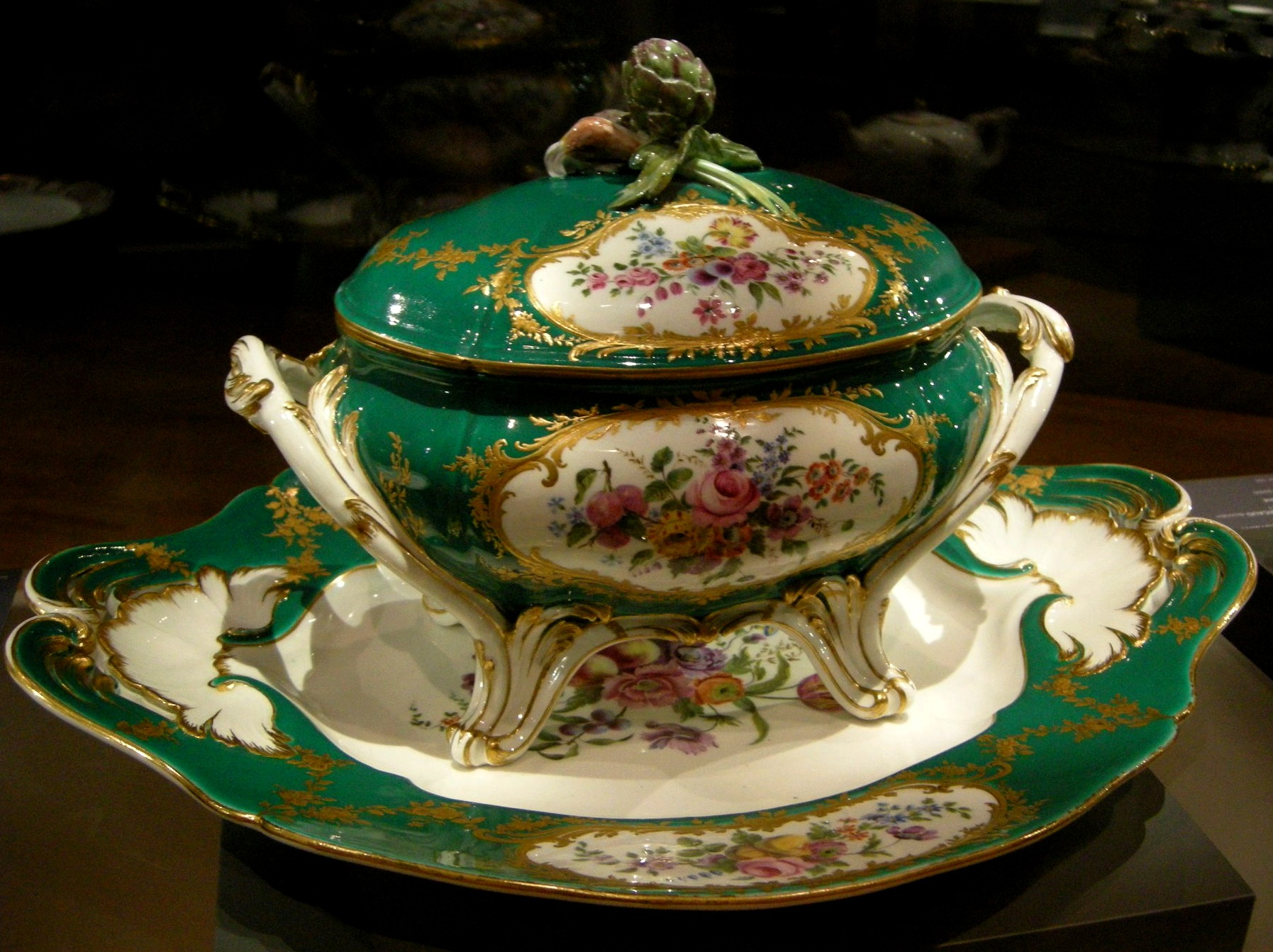
Micaud, zuppiera e vassorio, da Sèvres, XVIII secolo

Questi primi prodotti portavano inciso un marchio a triangolo inciso. La maggior parte delle merci erano bianche ed erano fortemente influenzati da oggetti d'argenteria dell'epoca. I prodotti più importanti di questo periodo sono saliere bianche a forma di gambero di fiume ma forse i pezzi più famosi sono le brocche “Capra ed Ape” del 1747 che ebbero per base un modello d'argento. Copie di queste sono state effettuate poi a Coalport nel XIX secolo.

## Periodo dell'ancora alzata (1749-1752)
In questo periodo la pasta e glassa sono state modificate per produrre una pulita e bianca superficie leggermente opaca su cui dipingere. L'influenza di Meißen in Germania, fabbrica attiva dal primo decennio del secolo, è evidente nelle figure classiche tra le rovine italiano, le scene dei porti e gli adattamenti tratti dall'edizione di Francis Barlow delle Favole di Esopo. Nel 1751 furono eseguite le copie di due servizi di Meissen. Chelsea produsse anche figure, uccelli e animali ispirati agli originali di Meissen mentre fiori e paesaggi sono stati copiati da Vincennes.

## Periodo dell'ancora rossa (1752-1756)

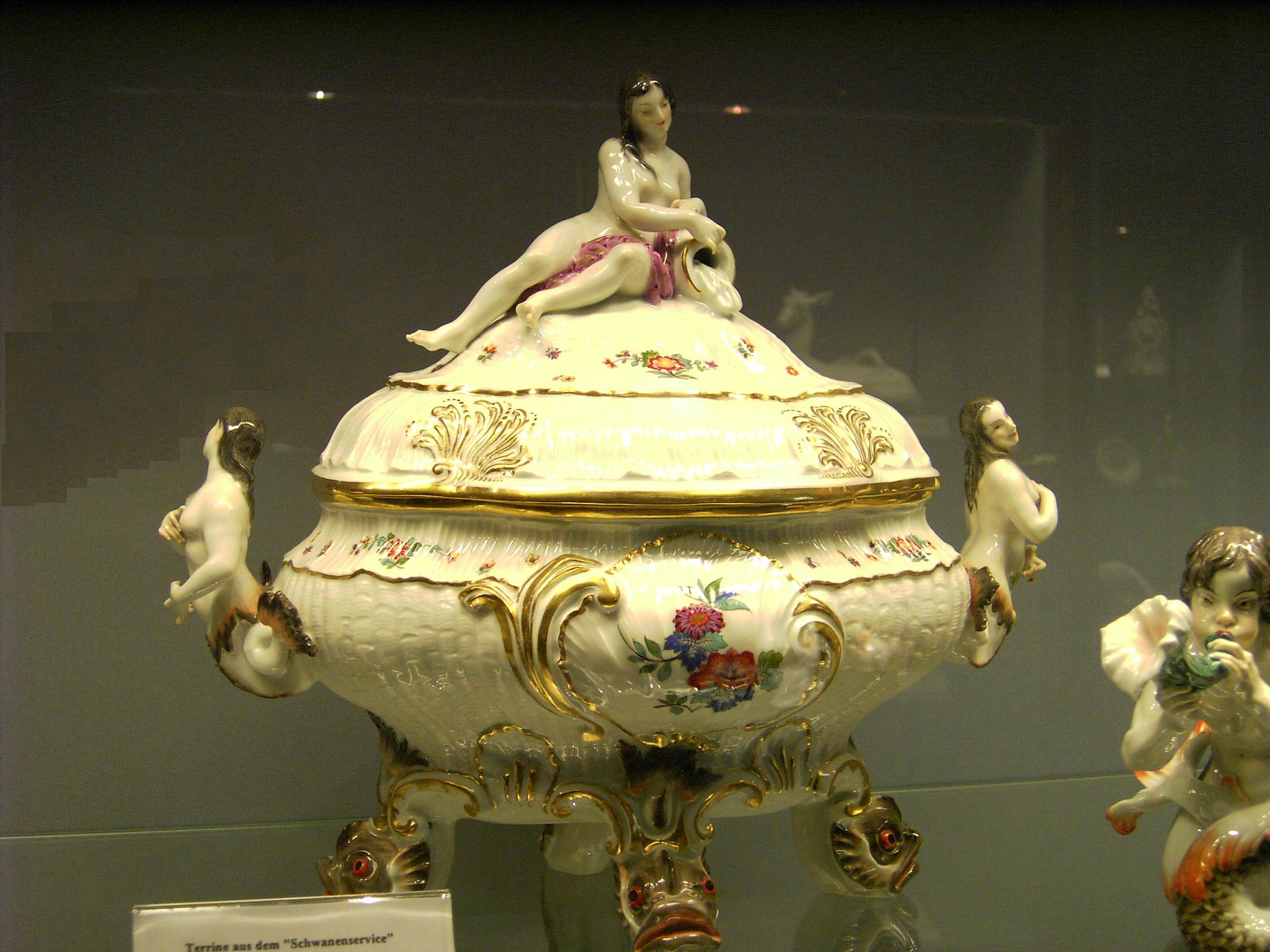
Porcellana di Meissen, XVIII secolo

Soggetti Kakiemon furono diffusi dalla fine del 1740 fino a circa il 1758: nello stile di quella ceramica giapponese, erano ispirati agli originali; in seguito furono prodotti anche da Meissen e Chantilly. In questo periodo furono anche prodotti alcuni articoli per la tavola la cui decorazione si ispirava alle piante, botanicamente accurate, riprodotte nell'ottava edizione del testo di Philip Miller The Gardener's Dictionary (1752).

## Periodo dell'ancora d'oro (1756-1769)
L'influenza di Sèvres era molto forte ed il gusto francese era in ascesa. Il periodo dell'ancora d'oro  vide ricchi motivi colorati, sontuose dorature e l'energia nervosa dello stile rococò. Nel 1750 e 1760 la Chelsea era anche famosa per i suoi giocattoli, che comprendeva bomboniere, bottiglie di profumo, ditali e piccoli sigilli, molti dei quali con iscrizioni in francese. Nel 1769 la fabbrica, in fallimento, fu acquistata da William Duesbury di Derby che la gestì fino al 1784: durante questo tempo la merce prodotta a Chelsea è indistinguibile dagli esemplari di Duesbury di Derby e il periodo è di solito definito "Chelsea-Derby".